# تپه گبری روستای قاضی پائین
تپه گبری روستای قاضی پائین مربوط به دوران پیش از تاریخ ایران باستان تا دوران‌های تاریخی پس از اسلام است و در شهرستان قم، بخش مرکزی، روستای قاضی پائین واقع شده و این اثر در تاریخ ۱۲ بهمن ۱۳۸۱ با شمارهٔ ثبت ۷۲۳۲ به‌عنوان یکی از آثار ملی ایران به ثبت رسیده است.